# De Fructibus et Seminibus Plantarum
De Frúctibus et Semínibus Plantárum  (лат.) — трёхтомный трактат по ботанике немецкого ботаника и врача Йозефа Гертнера (1732—1791) на латинском языке. Первый том был издан в декабре 1788 года. Второй том в четырёх частях издавался в 1790, 1791, 1791 и 1792 годах, соответственно.
Полное название работы — «De fructibus et seminibus plantarum : accedunt seminum centuriae quinque priores cum tabulis aeneis». Стандартная аббревиатура, используемая для ссылок на эту работу при цитировании в научных трудах, — Fruct. Sem. Pl.
В работе были использованы сведения о растениях более тысячи родов, описания даны по австралийским и тихоокеанским образцам из коллекции сэра Джозефа Банкса и по южноафриканским образцам из коллекции Карла Петера Тунберга. В работе главным образом исследовались плоды и семена растений, их морфология и классификация. Сведения, изложенные и систематизированные в книге, послужили основой для науки о плодах — карпологии. Этот научный труд стал выдающимся достижением для своего времени.
Последний (третий) том, известный под названием «Supplementum Carpologicae», был издан после смерти Гертнера в 1805—1807 годах его сыном Карлом Фридрихом фон Гертнером. Для ссылки на третий том работы используют сокращение Suppl. Carp..